# Říjen 2012
1. října – pondělí
 Protikorupční policie obvinila z korupce a zatkla dva vysoké představitele ministerstva práce a sociálních věcí, včetně prvního náměstek ministra Vladimíra Šišky.
2. října – úterý
 Dílčí výsledky gruzínských parlamentních voleb ukazují vítězství opoziční koalice Gruzínský sen miliardáře Bidziny Ivanišviliho. Prezident Michail Saakašvili uznal porážku a oznámil, že Sjednocená národní strana (UNM) odchází do opozice.
3. října – středa
 V kyrgyzské metropoli Biškeku se dav demonstrantů vedený opozičními politiky pokusil obsadit sídlo parlamentu a rezidenci prezidenta. Policie zasáhla střelbou a slzným plynem, podle kyrgyzského vysílání Rádia Svoboda došlo k pokusu o státní převrat.
 Ministr práce a sociálních věcí Jaromír Drábek ohlásil, že rezignuje k 31. říjnu na funkci, a to na základě rozhodnutí soudu, který vzal do vazby jeho prvního náměstka Vladimíra Šišku.
4. října – čtvrtek
 Sdružení Arnika zveřejnila žebříčky největších znečišťovatelů životního prostředí v České republice na základě dat ohlášených firmami v Integrovaném registru znečištění.
5. října – pátek
 Letiště Praha-Ruzyně bylo oficiálně přejmenováno na „Letiště Václava Havla Praha“.
7. října – neděle
 Venezuelský prezident Hugo Chávez získal v nedělních volbách 54 procent hlasů a znovu tak obhájil svůj úřad. Opoziční kandidát Henrique Capriles Radonski poté uznal svou porážku a blahopřál Chávezovi ke znovuzvolení.
8. října – pondělí
 Další, v pořadí 28. obětí otravy methanolem z nelegálně vyrobených nápojů, se stal muž nalezený ve čtvrtek v Boršicích u Blatnice.
12. října – pátek
 Nobelovu cenu míru za rok 2012 obdržela Evropská unie za sjednocování kontinentu. K jejímu převzetí dojde 10. prosince v Oslu v Norsku.
 V České republice začaly volby do krajských zastupitelstev a do části Senátu. 
13. října – sobota
 V pražské katedrále sv. Víta, Václava a Vojtěcha bylo blahořečeno Čtrnáct pražských mučedníků.
 Ve věku 89 let zemřel český režisér animovaných filmů Břetislav Pojar.
15. října – pondělí
 Vítězem fotografické soutěže Czech Press Photo se stal Milan Jaroš z Respektu se snímkem nazvaným Rozloučení s Václavem Havlem.
16. října – úterý
 Z galerie Kunsthal v nizozemském Rotterdamu v noci z 15. na 16. října zmizelo několik děl mimo jiné i od Pabla Picassa, Henriho Matisse a Vincenta van Gogha, které galerii zapůjčila nadace Triton Foundation a pocházejí ze sbírky, kterou sestavil multimilionář Willem Cordia.
20. října – sobota
 V druhém kole voleb do třetiny Senátu Parlamentu České republiky zvítězila Česká strana sociálně demokratická se ziskem 13 mandátů, druhá Občanská demokratická strana získala 4 mandáty. Voleb se zúčastnilo 18,61 % oprávněných voličů.
22. října – pondělí
 V Libanonu se rozhořely ozbrojené střety mezi muslimskými skupinami ší'itů, sunnitů a alávitů, které podporují nebo odmítají režim syrského prezidenta Bašára Asada. Vzájemné střety v Tripolisu a Bejrútu si vyžádaly již 3 oběti na životech a řadu zraněných osob.
23. října – úterý
 Do pásma Gazy dorazil na mezinárodní návštěvu katarský emír šajch Hamád Ibn Chalífa Al-Sání a stal se tak první hlavou státu, která navštívila toto území za vlády radikálního hnutí Hamás, které se chopilo moci v roce 2007.
26. října – pátek
 Při sebevražedném atentátu v mešitě města Majmana, hlavním městě severoafghánské provincie Fárjáb, bylo usmrceno nejméně 41 obětí a dalších víc než 50 lidí bylo zraněno. Mešita byla plná lidí připomínajících si začátek svátku oběti Íd al-adhá.
28. října – neděle
 Prezident České republiky Václav Klaus ve Vladislavském sále na Pražském hradě udělil 22 osobnostem státní vyznamenání – 2x Řád Bílého lva vojenské skupiny, 6x Řád Tomáše Garrigua Masaryka, Medaili Za hrdinství a 13x Medaili za zásluhy o stát.
29. října – pondělí
 Česká zpěvačka Marta Kubišová na francouzském velvyslanectví v Praze převzala Řád Čestné legie, který obdržela za svůj postoj proti komunismu.
30. října – úterý
 Hurikán Sandy udeřil na severovýchodní pobřežní USA a způsobil výrazné škody v New Yorku a New Jersey. Jsou hlášeny desítky obětí na životech a bouře se dále pohybuje do vnitrozemí směrem na Chicago. 
31. října – středa
 V Austrálii zemřel ve věku 95 let český válečný hrdina Vladimír Nedvěd.